# Відкритий чемпіонат США з тенісу 2025
Відкритий чемпіонат США з тенісу 2025 проходив із 24 серпня по 7 вересня 2025 року на відкритих кортах Тенісного центру імені Біллі Джин Кінг у парку Флашинг-Медоуз у районі Нью-Йорка Квінз. Це четвертий турнір Великого шолома календарного року.
Титули чемпіонів США в одиночному розряді в чоловіків та жінок захищали Яннік Сіннер та Орина Соболенко.
1. ↑  Змагання змішаних пар почалися 19 серпня

## Турнір
Турнір проходив під егідою Міжнародної федерації тенісу (ITF) і був частиною ATP та WTF  турів. Турнір проходив на 17 кортах з твердим покриттям зокрема на трьох шоу-кортах: Артура Еша, Луї Армстронга та Грандстенді.

## Результати фінальних матчів

### Дорослі
| Одиночний розряд. Чоловіки (Докладніше) |  |  |
|                                         |  |  |
|                                         |  |  |
| Одиночний розряд. Жінки (Докладніше)    |  |  |
|                                         |  |  |
|                                         |  |  |
| Парний розряд. Чоловіки (Докладніше)    |  |  |
|                                         |  |  |
|                                         |  |  |
| Парний розряд. Жінки (Докладніше)       |  |  |
|                                         |  |  |
|                                         |  |  |
| Змішаний парний розряд (Докладніше)     |  |  |
|                                         |  |  |

### Юніори
| Одиночний розряд. Хлопці  |  |  |
|                           |  |  |
|                           |  |  |
| Одиночний розряд. Дівчата |  |  |
|                           |  |  |
|                           |  |  |
| Парний розряд. Хлопці     |  |  |
|                           |  |  |
|                           |  |  |
| Парний розряд. Дівчата    |  |  |
|                           |  |  |
|                           |  |  |